# ニール・ロアーク
ニール・ロアーク（Niall Rowark, 1990年6月20日 – ）は、香港のラグビーユニオン選手。香港FCに所属し、ラグビー香港代表としてもプレー。ポジションはフライハーフ。

## 経歴
2008年に香港A代表に選出され、アメリカ遠征に参加。クレアモント大学と対戦した。香港代表として2013年アジア5カ国対抗、2015年アジアラグビーチャンピオンシップ、2016年アジアラグビーチャンピオンシップに出場。